# Rebecchino
Il Rebecchino era un rione di Milano costituito da un solo isolato, un tempo sito nell'attuale perimetro di Piazza del Duomo.

## Etimologia
La denominazione Rebecchino deriva da un'antica osteria nata nel XVI secolo ivi situata
. Le origini del suo nome sono date all'insegna della locanda raffigurante una donna intenta a suonare la ribeba. Tuttavia, lo scrittore Francesco Cherubini obiettò a tale supposizione sostenendo che il nome Rebecchino fosse utilizzato già nel 1500, ben prima che l'insegna venisse costruita e attribuendo quindi l'origine al tradizionale vino della zona Robecco, o più semplicemente al fatto che il proprietario fosse di Robecco sul Naviglio.

## Storia

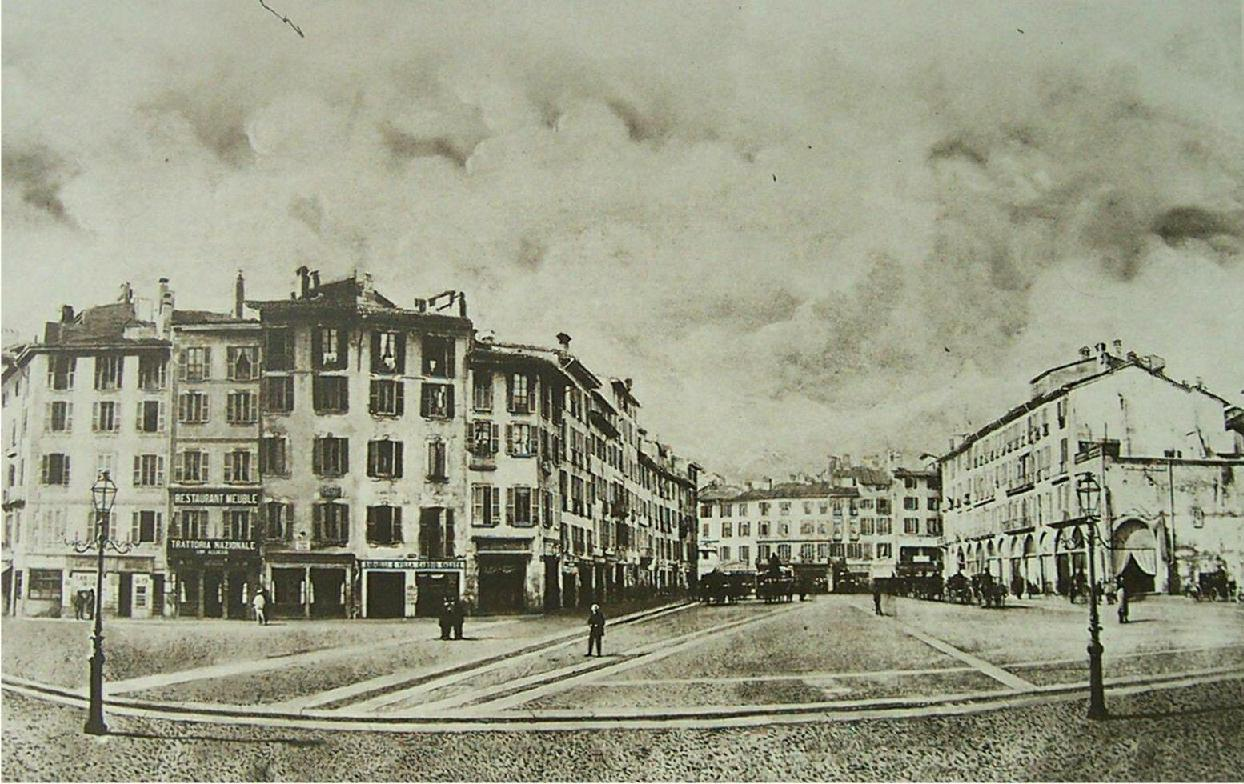
A sinistra, l'isolato del Rebecchino, visto con alle spalle il Duomo, in una foto del 1860. Sulla destra il Coperto dei Figini, che fu demolito nel 1864

Piazza del Duomo e, sulla destra, il quartiere del Rebecchino

Il quartiere del Rebecchino (a destra) in piazza del Duomo, 1870

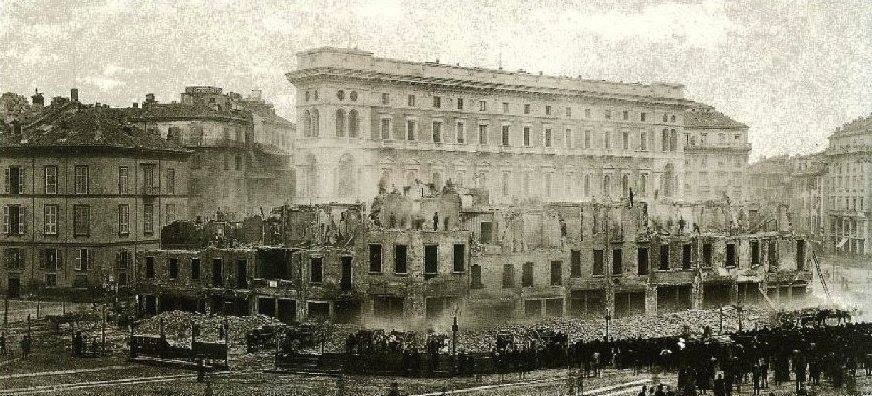
Demolizione del Rebecchino, ottobre 1875

L'osteria da cui il quartiere trae il nome divenne particolarmente rinomata nel XVII secolo, durante il quale venne ampliata per offrire servizio d'albergo. In quegli anni, l'oste della locanda era Francesco Vigo detto "Pensino", commerciante di granaglie e di prodotti alimentari, il quale venne ritratto dal pittore Giuliano Pozzobonelli nel 1627 in cambio di 69 lire, cifra considerevole per l'epoca il che denota una certa notorietà dell'artista .
Già durante i lavori per concludere il rifacimento della facciata del Duomo, voluti da Napoleone Buonaparte, si prese in considerazione l'idea di allargare la piazza del sagrato, mediante la demolizione degli immobili prospicienti, tra i quali il rione del Rebecchino. Peraltro, il piccolo agglomerato urbano, fatto di stradine strettissime e immobili fatiscenti, era costantemente frequentato dalla malavita cittadina, attirata dal continuo afflusso di pellegrini in visita al Duomo.
La previsione di demolire il Rebecchino congiuntamente al rinascimentale Coperto dei Figini fu inserita nel Piano Generale di Milano, stilato nel 1810, ma i lavori iniziarono oltre 50 anni dopo, in concomitanza con quelli di costruzione della Galleria Vittorio Emanuele: la demolizione dei due isolati avrebbe, infatti, consentito la completa valorizzazione artistica della nuova opera progettata dall'architetto Giuseppe Mengoni.
La demolizione del Rebecchino avvenne nelle prime settimane dell'ottobre 1875, in occasione della visita dell'imperatore tedesco Guglielmo I. I lavori per lo smantellamento della struttura continuarono anche di notte.
Poco distante dall'antica osteria del Rebecchino nacque una lussuosa struttura ricettiva, denominata "Regina Hotel & Rebecchino Restaurant", frequentato centro della vita mondana durante la belle époque e divenuta tristemente famosa negli anni della Repubblica di Salò, per essere stata il quartier generale delle SS a Milano, ivi insediatesi il 13 settembre 1943, agli ordini del colonnello Walter Rauff e del capitano Theodor Saevecke, famigerati criminali di guerra. Molti furono i partigiani imprigionati al "Rebecchino" per essere torturati e interrogati. Tra questi Ferruccio Parri. La struttura è ora destinata a negozi e uffici.